# Galàxia espiral intermèdia
Una galàxia espiral intermèdia és una galàxia que, d'acord amb la seva forma, es classifica entre una galàxia espiral barrada i una galàxia espiral sense barra. Es designa com SAB en la classificació morfològica de galàxies.